# Пјопе (Болоња)
Пјопе (итал. Pioppe) је насеље у Италији у округу Болоња, региону Емилија-Ромања.
Према процени из 2011. у насељу је живело 313 становника. Насеље се налази на надморској висини од 156 м.